# Teddy Duckworth
Thomas Crook Duckworth detto Teddy (Blackpool, 1882 – ...) è stato un calciatore e allenatore di calcio inglese, di ruolo centrocampista.

## Carriera

### Giocatore
Inizia la sua carriera da calciatore nel 1902 nella squadra della sua città, con cui segna 3 gol in 11 partite. Dopo aver giocato nel West Ham Utd, nel 1904 gioca una partita in First Division con il Blackburn, salvo poi tornare al Blackpool, in cui in due anni gioca complessivamente 24 partite segnando 2 reti.

### Allenatore
Dopo aver allenato per dieci anni il Servette, squadra della massima serie svizzera, con cui ha vinto quattro campionati (due dei quali consecutivi) ed una coppa nazionale, ha allenato la nazionale svizzera all'8º ed al 9º Torneo olimpico di calcio, vincendo anche una medaglia d'argento nel 1924.

## Palmarès

### Allenatore

#### Club

##### Competizioni nazionali
- Campionato svizzero: 4

Servette: 1921-1922, 1924-1925, 1925-1926, 1929-1930
- Coppa Svizzera: 1

Servette: 1927-1928

#### Nazionale
- Argento olimpico: 1

Parigi 1924